# Ido Cattaneo
Ido Cattaneo   (Itàlia, 25 de juliol de 1905 - Sankt Moritz, 7 de juny de 2000) va ser un esquiador alpí italià que va competir durant la dècada de 1930. En el seu palmarès destaca una medalla de bronze en la prova del descens del Campionat del Món d'esquí alpí de 1934. Aquesta medalla fou compartida amb el suís Heinz von Allmen.